# Канада на Летњим олимпијским играма 2004.
Канада је учествовала на Летњим олимпијским играма, одржаним 2004. године у Атини, Грчка, по двадесет и трећи пут у својој историји. На овим играма канадски спортисти су освојили укупно четрнаест медаља (три златне, три сребрне и осам бронзаних). Канада је на овим играма имала екипу која је бројала 262 члана (130 спортиста и 132 спортисткиња) који су узели учешће у укупно 152 спортских дисциплина од 28 спортова у којима су се такмичили.
На ове игре Канада је послала најмањи број својих спортиста од бојкота игара у Москви. Ово је произашло као резултат промене, пооштрења, стандарда квалификација коју је унео Канадски олимпијски комитет. Ово је на неки начин и утицало на смањење укупног броја освојених медаља на играма. 
Канада која није светска сила на Летњим играма, више се усресредила на зимске спортове и Зимске олимпијске игре. Поред овога такође је у центру пажње канадске јавности био и носилац канадске заставе на отварању игара Николас Жил. Он је био присталица одвајања канадске провинције Квебек од Канаде и на гласању 1995. године гласао је за ту опцију.
Кајл Шефелт је постао први Канађанин који је освојио злато у уметничкој гимнастици, вежба на партеру. Кајакаш Адам ван Куверден је освојио злато на 500 m и бронзу у трци на 1.000 m и ово је било први пут, после игара 1996. и Донована Бејлиа и Кларе Хјуз, да неки канадски спортиста освоји више од једне медаље.
Лори-Ен Мјуензер је освојила прво злато у бициклизму за Канаду и то у својој 38. години.
Доста лоше игре, за Канаду, резултовале су отпуштањем пливачког тренера Дејва Џонсона, такође на ове игре Канада је послала 34 спортиста који су претходно били рангирани међу првих 5 у свету и само их је девет освојило медаље. Ниједан од четири канадска светска рекордера није успео да освоји ни једну медаљу. Највеће разочарање је било у веслању где су Канађани очекивали жетву медаља а уместо тога су освојили само једну и то сребрну коју је освојио канадски четверац.

### Освојене медаље на ЛОИ
| Освојене медаље канадских спортиста на ЛОИ 2004. |                                       |       |        |        |        |
| Спортиста                                        | Спорт                                 | Злато | Сребро | Бронза | Укупно |
| Адам ван Куверден                                | Кану — K1 500 и K1 1000 m, мушки       | 1     | 0      | 1      | 2      |
| Кајл Шефелт                                      | Бициклизам — спринт, жене             | 1     | 0      | 0      | 1      |
| Лори-Ен Мјуензер                                 | Гимнастика — партер, мушки            | 1     | 0      | 0      | 1      |
| Мари-Хелен Премонт                               | Бициклизам — крос контри, жене        | 0     | 1      | 0      | 1      |
| Александар Депати                                | Скокови у воду — платформа 3 m, мушки  | 0     | 1      | 0      | 1      |
| Карен Кокберн                                    | Гимнастика — трамбулина, жене         | 0     | 1      | 0      | 1      |
| Тоња Вербик                                      | Рвање — слободно (55 ), жене          | 0     | 1      | 0      | 1      |
| Једрење                                          | Једрење — стар, мушки                 | 0     | 1      | 0      | 1      |
| Четверац без кормилара                           | Веслање, мушки                        | 0     | 1      | 0      | 1      |
| Каролин Брунет                                   | Кану — К1 500 m, жене                  | 0     | 0      | 1      | 1      |
| Скокови у води                                   | Скокови у воду — синхронизовано, жене | 0     | 0      | 1      | 1      |
| Укупно                                           | 7                                     | 3     | 6      | 3      | 12     |